# Der erste Kuß (1954)
Der erste Kuß ist ein deutsch-österreichischer Spielfilm von Erik Ode aus dem Jahr 1954.

## Handlung
In Salzburg leben die 16-jährigen Zwillinge Helga und Gretel, wohlbehütet von der Oma und ihrem Vater, dem Medizinalrat Dr. Escher. Die schwärmerische Helga geht noch zur Schule, während die praktische Gretel bereits bei einem Zahnarzt arbeitet. Natürlich machen sie sich einen Spaß daraus, dass sie sich zum Verwechseln ähnlich sehen. Hier fängt die Geschichte an.
Während eines Schulausflugs, den Helga mit ihrer Klasse unternimmt, verstaucht sie sich durch die Alberei einer Mitschülerin einen Fuß. Glücklicherweise kommt von einem in der Nähe liegenden Flugplatz ein Jeep vorbei, der Helga mit zurück in die Stadt nimmt. Der Fahrer, Paul Merleth, ist ein junger Bordmechaniker, der sich gerade mit seiner Braut Ilse überworfen hat. Der Hauptgrund ist, dass er in das alteingesessene und florierende Münchener Antiquitätengeschäft ihres Vaters mit einsteigen soll, er aber lieber bei seiner geliebten Fliegerei bleiben möchte. Da jeder seinen Kopf durchsetzen wollte, ist es zu dem Zerwürfnis gekommen. Durch seine selbstsichere und lockere Art, hat er bei Helga auf der Fahrt nach Salzburg einen starken Eindruck hinterlassen. Er ist ganz anders, als die Gymnasiasten aus der Tanzstunde, mit denen sie manchmal flirtete. Als der Fuß geheilt ist, zeigt sie Paul aus Dankbarkeit die Sehenswürdigkeiten ihrer Heimatstadt. Mit einem Glas Wein wollen beide auf der Festung, in der Abenddämmerung, ihre Freundschaft besiegeln. Die Brüderschaft wird natürlich mit einem Kuss bekräftigt und dieser erste Kuss wirkt auf Helga gar nicht so brüderlich, wie er gemeint war.
Ein paar Tage später kann Helga eine vereinbarte Verabredung mit Paul nicht einhalten und bittet ihre Schwester, diesen davon zu unterrichten. Paul, der keine Ahnung von der Existenz der Zwillingsschwester hat, denkt natürlich, dass er Helga vor sich hat und Gretel lässt ihn mit Freude in dem Glauben. Natürlich wundert sich Paul, dass das Mädchen auf einmal viel lockerer und aufgekratzter ist als sonst, aber das gefällt ihm auch ganz gut. Ihrer Schwester erzählt Gretel allerdings nichts davon. Es ist wohl das erste Mal, dass die Geschwister Geheimnisse voreinander haben. Doch in solch kleiner Stadt bleibt nichts lange verborgen und der große Krach ist nicht mehr zu vermeiden. Nur Gretel trifft sich von nun an weiter mit Paul. Dieser erzählt während der Zusammenkünfte immer öfter von seiner Verlobten in München und von den Ursachen des Streits. Gretel erkennt schmerzlich, dass das Zerwürfnis der beiden kein endgültiges ist und Paul seine Braut immer noch liebt.
Eines Tages beobachten die Menschen in Salzburg, wie ein brennendes Flugzeug über der Stadt fliegt. Der Pilot schafft es gerade noch die Maschine über die bewohnten Ortsteile hinauszufliegen und der Besatzung gelingt es im letzten Moment, kurz vor der Explosion, noch abzuspringen. Als die Zwillinge von den verwundeten Piloten hören, ahnen sie sofort, dass Paul auch darunter sein kann. Das gemeinsame Bangen um den Freund verbindet die beiden Mädchen wieder. Gretel erzählt Helga die Geschichte von der Verlobten und dass Paul immer noch in sie verliebt ist. Beide beschließen gemeinsam nach München zu fahren, Ilse von dem Unfall zu erzählen und dass Paul sie dringend braucht.

## Produktion
Der Film wurde im Atelier Salzburg-Parsch produziert. Die Außenaufnahmen entstanden in Salzburg und Umgebung. Er erlebte seine Uraufführung in der Bundesrepublik am 20. Juli 1954 im Düsseldorfer Kino Europa. Erstaufführung in Österreich war am 27. August 1954 in Wien. Im Fernsehen wurde er erstmals am 12. Oktober 1969 im ZDF gezeigt.

## Kritik
Das Lexikon des internationalen Films bezeichnet den Film als gut gemeinte, aber oberflächliche Teenager-Komödie. Zu einer etwas besseren Einschätzung gelangt der Evangelische Film-Beobachter: „Ein harmloses und munteres Spiel um zwei Backfische, das nicht nur den ‚zuständigen‘ Jugendlichen (ab 14) gefallen wird, sondern auch Erwachsenen, die sich gerne einmal der Freuden und Nöte ihrer Tanzstundenzeit erinnern.“